# Episodi di The Punisher (prima stagione)
La prima stagione della serie televisiva The Punisher, composta da tredici episodi, è stata interamente pubblicata da Netflix il 17 novembre 2017 in tutti i paesi in cui il servizio è disponibile, anche nel formato 4K e HDR.
| n° | Titolo originale      | Titolo italiano        | Pubblicazione    |
| -- | --------------------- | ---------------------- | ---------------- |
| 1  | 3 AM                  | Tre del mattino        | 17 novembre 2017 |
| 2  | Two Dead Men          | Due uomini morti       | 17 novembre 2017 |
| 3  | Kandahar              | Kandahar               | 17 novembre 2017 |
| 4  | Resupply              | Rifornimento           | 17 novembre 2017 |
| 5  | Gunner                | Mitragliere            | 17 novembre 2017 |
| 6  | The Judas Goat        | Il caprone             | 17 novembre 2017 |
| 7  | Crosshairs            | Reticolo di puntamento | 17 novembre 2017 |
| 8  | Cold Steel            | Acciaio freddo         | 17 novembre 2017 |
| 9  | Front Toward Enemy    | Fronte verso il nemico | 17 novembre 2017 |
| 10 | Virtue of the Vicious | La virtù dei perversi  | 17 novembre 2017 |
| 11 | Danger Close          | Pericolo di contatto   | 17 novembre 2017 |
| 12 | Home                  | Casa                   | 17 novembre 2017 |
| 13 | Memento mori          | Memento mori           | 17 novembre 2017 |

## Tre del mattino
- Titolo italiano proposto da Disney+: Tre del mattino
- Titolo originale: 3 AM
- Diretto da: Tom Shankland
- Scritto da: Steve Lightfoot

### Trama
Ricollegandosi con il termine della seconda stagione di Daredevil, Frank Castle (ormai noto come il Punitore) giustizia l'ultimo esponente del cartello messicano e l'ultimo irlandese coinvolti nella sparatoria con la polizia che causò la morte della sua famiglia. Ma questo capitolo della sua vita non lo ha abbandonato. Dopo sei mesi, fisicamente dimesso, dopo aver inscenato la sua morte per non essere ricercato dalla polizia Frank vive con una nuova identità: ora è Pete Castiglione, un uomo logorato che vive ai margini della società tormentato dai ricordi della sua famiglia scomparsa. Scarica la sua rabbia per la perdita della sua famiglia lavorando come muratore in un cantiere di New York dove subisce soprusi schernenti dai colleghi muratori e ai quali con fatica riesce a trattenersi. Frequenta di rado un circolo di ex militari/marine veterani che cercano ribalta, tra i quali vi è anche Curtis Hoyle, un ex membro della marina che conosce la sua identità e che gli rammenta che ora ha una nuova vita e deve lasciarsi il passato alle spalle. 
Parallelamente Dinah Madani, un'agente del Dipartimento della Sicurezza Interna degli Stati Uniti d'America (Homeland Security), fa rientro a New York dall'Afghanistan dove racconta di avere iniziato a indagare sull'omicidio del suo ex partner che era sulla traccia di soldati americani coinvolti in un traffico di eroina in Afghanistan, prima di essere stata rimandata a New York poiché giudicata come "ficcanaso". Qui non ha nemmeno l'approvazione del capo dell'unità Carson Wolf che le intima nuovamente di lasciar perdere quell'indagine. Dinah non demorde e decide di continuare a indagare, chiedendo al partner Sam Stein di aiutarla a raccogliere più informazioni possibili sul maggiore Ray Schoonover e su Frank Castle (nonostante sia creduto morto), poiché pare che loro fossero coinvolti nella faccenda in Afghanistan.
Frank viene avvicinato al lavoro da Donny Chavez, un giovane muratore orfano in cerca di soldi per pagare le medicine della nonna che prova a parlargli e a diventargli amico, dimostrandosi essere l'unico a non trattarlo come uno svitato (dato che Frank sta dalla mattina alla sera a sfogare la sua rabbia spaccando muri con i martelli). Sfortunatamente Donny viene coinvolto come complice dagli arroganti colleghi del cantiere in una rapina facile presso una bisca a Little Italy dove sono presenti i membri di una gang di mafiosi: la rapina va a buon fine, ma il giovane Donny si lascia sfuggire la sua identità. Per questo motivo, tornati presso il cantiere in piena notte, gli altri decidono di uccidere Donny. Frank, che ha osservato tutta la scena, fa riemergere il giustiziere che è in lui uccidendo gli aggressori e salvando il giovane; infine lascia a Donny la sacca con i soldi della rapina con su scritto di lasciare la città. Quindi raggiunge i criminali alla bisca (che nel frattempo si stavano preparando per raggiungere il giovane e fargliela pagare) e li giustizia tutti.
Intanto, attraverso un software di riconoscimento facciale che si serve delle telecamere di sorveglianza di New York, un uomo misterioso riconosce Frank mentre lascia il luogo.
- Citazioni e riferimenti: quando attraverso le telecamera di sorveglianza l'uomo riconosce Frank, la frase che pronuncia «Bentornato, Frank» non è altro che il titolo del primo ciclo di storie del personaggio scritto da Garth Ennis e disegnato da Steve Dillon
- La famiglia che viene svaligiata e in seguito sterminata è quella degli Gnucci, la famiglia mafiosa che il Punitore decimava nell'albo “Bentornato, Frank”
- Frank utilizza lo pseudonimo di Pete Castiglione, chiaro omaggio al nome originale del personaggio. Nel fumetto Frank è di origini italiane, Castle non è altro che l’americanizzazione di Castiglione.

## Due uomini morti
- Titolo italiano proposto da Disney+: Due uomini morti
- Titolo originale: Two Dead Men
- Diretto da: Tom Shankland
- Scritto da: Steve Lightfoot

### Trama
Mentre si trova in un diner di Hell's Kitchen Frank viene contattato dall'uomo misterioso che si fa chiamare Micro. L'uomo sostiene di conoscere la storia di Frank, la sua vera identità e che anche lui è un "fantasma". Dopo chiede aiuto a Frank, ma lui non si fida e prova a intercettarlo: l'uomo si dimostra astuto e sfugge, facendogli però ritrovare un telefono cellulare per ricontattarlo in seguito. Frank riceve da Micro inoltre un dischetto con un filmato in cui dei soldati americani col volto coperto torturano e infine uccidono un uomo in Afghanistan: questa cosa sconvolge e preoccupa Frank che si rivolge all'amica Karen Page (che lo aveva aiutato nella sua fuga durante la faccenda con Daredevil) e alle sue abilità di giornalista del Bulletin in cerca di aiuto per tentare di scoprire chi è che lo perseguita. 
Nel frattempo l'agente speciale Madani riesce con una scusa a entrare in contatto con un ex compagno di squadra di Frank ai tempi dell'Afghanistan, Billy Russo, che ora è a capo di un'importante azienda privata per la formazione dei soldati coinvolti in operazioni speciali. Seppur sorvegliata strettamente dal suo capo Carson Wolf, l'agente Madani riesce a ottenere un appuntamento informale con l'uomo per discutere meglio sulla faccenda.
Nel frattempo Karen informa Frank che probabilmente Micro è lo pseudonimo di David Lieberman, un ex analista informatico della NSA che ufficialmente è rimasto ucciso durante un suo tentativo di resistere a un arresto per avere divulgato informazioni confidenziali. Questa storia era rimasta insabbiata e l'articolo non venne mai pubblicato su esplicita richiesta dello stesso Carson Wolf. Ciò conferma a Frank che Micro non gli ha mentito dicendo che anche lui fosse un "fantasma" e che forse dica la verità. A ogni modo, Frank cerca di ottenere conferme facendo visita a casa (con una scusa) di Sara Lieberman, la moglie di Micro, con il quale condivide il lutto per le perdite dei loro cari; successivamente fa irruzione in casa di Carson Wolf e dopo una furiosa lotta riesce a estorcergli una confessione riguardo al proprio coinvolgimento nella "morte" di Micro, infine lo uccide spezzandogli il collo. 
L'agente Madani incontra Billy Russo e, resistendo a numerose avances, cerca di scoprire se in qualche modo fosse anch'egli coinvolto nel caso di traffico di eroina in Afghanistan assieme al suo vecchio collega Castle, ma proprio in quel momento riceve un SMS che gli comunica la morte di Wolf. 
Frank, con la complicità del suo amico Curtis Hoyle, adesca Micro in una sorta di caccia al tesoro: un'evidente distrazione, poiché riesce a infilarsi nel bagagliaio della sua auto per poi uscire allo scoperto una volta giunto nel suo nascondiglio, dove finalmente Frank è pronto a interrogarlo.

## Kandahar
- Titolo originale: Kandahar
- Diretto da: Andy Goddard
- Scritto da: Steve Lightfoot

### Trama
Frank non si fida di Micro e in via precauzionale lo lega nudo a una sedia e inizia a interrogarlo. Durante l'interrogatorio scatta periodicamente un countdown di 3 minuti che Micro deve prontamente disattivare con password e scansione oculare altrimenti, a detta sua, il rifugio esploderebbe. Dopo il secondo countdown, Frank si insospettisce di più in quanto non ha trovato alcun ordigno nel nascondiglio: Micro confessa che è vero ma poi Frank è costretto ad ascoltarlo in quanto gli rivela di averlo filmato di nascosto e se non gli consente di disattivare periodicamente i countdown, il filmato farà il giro del mondo rivelando che non solo sono ancora vivi, ma che se non si fida di lui e lo uccide peggiorerà la situazione perché andrà in mondovisione.
Micro conferma di essere in realtà David Lieberman, ex analista NSA che un anno prima aveva ricevuto quel video nel quale veniva mostrato un gruppo di soldati americani a Kandahar che torturano e uccidono Ahmad Zubair (il collega di Dinah Madani che sapeva qualcosa di troppo). Successivamente David, nel rispetto della moralità e contro i principi del suo lavoro, aveva inoltrato il video a Dinah per informarla, ma Carson Wolf lo aveva scoperto e gli aveva sparato pubblicamente in petto, davanti alla moglie, per poi cadere in mare. David si era salvato miracolosamente poiché la pallottola aveva colpito il suo cellulare al petto, rifugiandosi poi in attesa di trovare Frank ed aiutarlo, facendosi aiutare a sua volta, a sventare quel complotto contro di loro. Così, durante l'interrogatorio, Micro riesce a drogare e addormentare Frank, ma al suo risveglio quest'ultimo si ritrova con ancora la pistola e soprattutto non legato al letto: prova che Micro è davvero dalla sua parte e vuole dargli una mano. Quindi Frank gli rivela che quando era a Kandahar, lui e il compagno d'armi Billy Russo furono "ufficiosamente" arruolati in una squadra di assassini per conto di un agente operativo della CIA che si faceva chiamare "agente Orange" e che ordinò loro, con presunta autorizzazione governativa, di trovare e uccidere Ahmad Zubair. Seguendo un piano imposto dallo stesso Orange (disapprovato sia da Billy che da Frank) persero la vita molti dei commilitoni durante il raid ai talebani; al ritorno alla base, Frank, accecato dall'ira, colpì Orange accecandolo permanentemente a un occhio. Dopo l'accaduto Billy Russo decise di lasciare quello squadrone della morte, consigliando a Frank di fare lo stesso, consiglio che Frank decise di non seguire.
Dopo aver ascoltato questa storia, Micro arriva alla conclusione che tale agente Orange non aveva alcuna autorizzazione governativa per quell'operazione e che, quindi, aveva costretto Frank, Billy e la loro squadra a compiere quell'omicidio con l'inganno.
Nel frattempo, Billy Russo offre a Curtis Hoyle la possibilità di lavorare per lui e abbandonare quindi la gestione di quel circolo di ex veterani di guerra, ma Hoyle rifiuta dicendo che quello rappresenta la sua vita ormai.
Dinah si trova in una disputa giuridica tra la polizia di New York e l'FBI; chiede consigli a sua madre che, da psichiatra, le suggerisce di non colpevolizzarsi per quanto accaduto a Carson Wolf, sebbene non lo vedesse di buon occhio. Sam Stein, il neo-partner di Dinah, prova che Carson Wolf disponeva di circa 30 milioni di dollari nascosti in numerosi conti offshore: questa cosa porta Dinah a dare fiducia al suo partner, unica persona di cui si può fidare nella propria unità della Homeland Security.
Dopo l'accesa discussione, Frank e Micro sembrano potersi fidare l'uno dell'altro.

## Rifornimento
- Titolo originale: Resupply
- Diretto da: Kari Skogland
- Scritto da: Dario Scardapane

### Trama
Intenzionato a ottenere armi per avere speranze di poter trovare l'agente "Orange", su intercettazione di Micro, Frank cerca di dirottare un rifornimento d'armi diretto a Turk Barrett (un trafficante d'armi di poco conto di Hell's Kitchen che spesso è stato informatore sia di Daredevil che di Luke Cage) solo per scoprire dall'uomo che una gang di greci è già riuscita ad appropriarsi del carico. Successivamente, mentre Frank cerca ancora questo carico, estende la sua relazione sempre di più con la famiglia di Micro. 
Dinah, che nel frattempo è stata temporaneamente promossa ad agente speciale incaricato della Homeland Security (prendendo di fatto il posto del defunto Carson Wolf), riceve la visita del suo vecchio mentore Rafi Hernandez venuto apposta da Washington per dissuaderla dal continuare a indagare sulla corruzione dello stesso Wolf, oltre che a lasciar perdere anche l'omicidio in Afghanistan del collega Ahmad Zubair. Allo stesso tempo, Dinah e il partner Stein vengono a conoscenza che la stessa spedizione di armi illegali a cui è interessato Frank sta per giungere al molo quella stessa notte e preparano un'operazione per intercettarla.
Seppur riluttante a usare la violenza e ai metodi letali di Frank (per recuperare un furgone e un'auto sportiva che gli torneranno utili, Frank uccide a sangue freddo una gang), Micro intercetta i piani della Homeland Security e accetta di aiutarlo a sabotarla per recuperare le armi. Dopo esserci riusciti e aver quindi recuperato il carico d'armi, Frank ha però pane per i suoi denti: Dinah intuisce che qualcosa va storto durante la loro operazione e ingaggia Frank in un pericoloso inseguimento con le auto al molo, inseguimento che termina quando interviene Micro che la investe con un furgone ferendola gravemente. Frank aiuta Dinah a uscire dal veicolo in fiamme e lei lo riconosce, poi Frank le confessa di essere stato lui a uccidere Carson Wolf prima di dirle di non mettersi in mezzo ed ostacolarlo in futuro. 
Nel frattempo Lewis Wilson, un giovane membro del circolo di supporto tenuto da Curtis Hoyle stanco di non aiutare il paese e in crisi di nervi dopo aver rischiato di uccidere erroneamente il padre, cerca lavoro come paramilitare presso la Anvil Securities (l'azienda di paramilitari di proprietà di Billy Russo), ma viene rifiutato dopo che lo stesso Billy viene a sapere da Curtis Hoyle dell'instabilità mentale del ragazzo.

## Mitragliere
- Titolo italiano proposto da Disney+: Mitragliere
- Titolo originale: Gunner
- Diretto da: Dearbhla Walsh
- Scritto da: Michael Jones-Morales

### Trama
In seguito a quanto accaduto al molo e dopo essere sopravvissuta all'incidente, Dinah resiste agli interrogatori psicologici della Homeland Security e non rivela che Frank Castle è ancora vivo, come anche il fatto che è stato lui a sabotare la loro operazione di intercettazione di armi al molo. Rivela tutto soltanto al partner Sam Stein, al quale chiede di mantenere il segreto fin quando non scoprirà nulla di nuovo. Allo stesso tempo chiede anche di aiutarlo a rintracciare tutti gli ex commilitoni di Castle ai tempi di Kandahar, tra i quali vi è anche un certo Gunner Henderson. 
Riesaminando il video in cui Frank e i suoi commilitoni giustiziarono Ahmad Zubair a Kandahar, Frank riconosce che colui che filmò il video era proprio Gunner Henderson, brillante soldato di cui non sapeva nulla e che conobbe solo per l'operazione Cerbero, quell'operazione falsamente autorizzata dall'agente "Orange". Agente Orange che in realtà si chiama William Rawlins ed è il capo del reparto Operazioni Coperte alla CIA, un uomo rispettato e che gode di tanta stima nell'ambiente. Rawlins sta tenendo sotto controllo Dinah con delle cimici nella sede della Homeland Security e sa che lei sta conducendo delle indagini in segreto su ciò che è accaduto a Kandahar e che è sulle tracce di Gunner.
Frank, con l'aiuto di Micro che in disparte controlla la situazione a distanza, rintraccia Gunner che oramai vive isolato nei boschi del Kentucky, ma purtroppo Gunner non conosce la vera identità di Orange, anche se rivela a Frank di avere scoperto ai tempi di Kandahar che Orange effettivamente collaborava con il loro capo, il maggiore Schoonover, e con il coroner Morty Bennet per contrabbandare eroina nascosta nei cadaveri dei commilitoni caduti in battaglia. Frank e Gunner subiscono un'imboscata da un gruppo di soldati mercenari assoldati da Rawlins che vuole uccidere Gunner prima che la Homeland Security lo possa localizzare, ma con l'aiuto di Micro che li aiuta con un drone dall'alto i due riescono a neutralizzare l'imboscata, anche se rimangono entrambi gravemente feriti. Durante la notte Gunner non ce la farà e morirà nei boschi, mentre Frank viene ritrovato svenuto e tratto in salvo da Micro che lo riporta a New York, ignaro del fatto che Rawlins abbia osservato tutta l'imboscata attraverso delle videocamere nascoste sui caschetti dei mercenari e che ora sa che Frank in realtà è sempre stato vivo.

## Il caprone
- Titolo italiano proposto da Disney+: Specchietto per le allodole
- Titolo originale: The Judas Goat
- Diretto da: Jeremy Webb
- Scritto da: Christine Boylan

### Trama
Micro si rivolge a Curtis Hoyle per salvare la vita a Frank, così Curtis cura la ferita di Frank, anche se poi accusa Micro per quella situazione e per aver coinvolto Frank in quella brutta storia. Durante il periodo di recupero, Micro e Frank stringono la loro relazione e si fidano sempre più l'uno dell'altro, anche soprattutto grazie a quest'ultimo che visita spesso la moglie di Micro dando a quest'ultimo la possibilità di osservare la moglie con le telecamere nascoste in casa e sapere il suo stato d'animo. 
Nel frattempo, Dinah ha la conferma che Frank è ancora vivo dopo aver fatto analizzare il sangue presente nei boschi in cui è stato ritrovato il cadavere di Gunner, dopo che Micro ne ha segnalato anonimamente la presenza per far ritrovare il corpo. Durante uno dei loro momenti amorosi, Billy Russo scopre che Dinah indaga su Frank nonostante lui sia convinto della morte dell'amico, e questa mancanza di fiducia da parte di Dinah incrina il loro rapporto: allora Dinah, per non mentire a Billy, gli confessa che Frank è vivo, che è ferito e chiede il suo aiuto per trovarlo, dato che Frank sa tutta la verità su Kandahar e che qualcuno ha provato a ucciderlo in quei boschi. A sua volta Billy, dopo aver mandato segnali in codice via radio sperando in una risposta di Frank, chiede aiuto a Curtis che però nega di sapere che Frank è ancora vivo; quest'ultimo si reca da Frank e lo informa che Billy lo sta cercando. Quindi Frank e Billy si incontrano e quest'ultimo, dopo avergli detto che Dinah lo cerca, gli offre la possibilità di avere una nuova identità e l'espatrio, per dimenticare tutto; Frank rifiuta e gli racconta tutto, ovvero che a Kandahar Schoonover e l'agente Orange sfruttavano i cadaveri degli americani caduti in battaglia per riempirli di eroina e trafficarla negli States. Billy incredulo promette di aiutarlo a scoprire la verità e stanare Orange. 
Nel frattempo, Lewis Wilson, il ragazzo con problemi di instabilità mentale del circolo di Curtis, viene arrestato mentre distribuisce dei volantini fuori dal tribunale assieme al veterano del Vietnam O'Connor (che frequenta come lui il circolo di Curtis). Dopo che lo stesso Curtis interviene per farlo uscire di prigione e che lo informa di come O'Connor abbia inventato tutta la storia sulle sue presunte gesta eroiche in Vietnam, Lewis si reca a casa di O'Connor e in preda a un raptus a seguito di un litigio lo pugnala a morte. 
Dopo che Frank non si presenta a un appuntamento con Billy, si scopre con gran sorpresa che Billy sta segretamente lavorando con William Rawlins, ovvero l'agente Orange.

## Reticolo di puntamento
- Titolo italiano proposto da Disney+: Mirino
- Titolo originale: Crosshairs
- Diretto da: Andy Goddard
- Scritto da: Bruce Marshall Romans

### Trama
Billy fa il doppio gioco con Dinah: le dice di non avere trovato Frank e che crede sia ancora morto secondo delle sue fonti. Successivamente Dinah capisce che nel suo ufficio alla Homeland Security deve esserci una cimice nascosta, poiché Gunner Henderson era stato ucciso proprio il giorno dopo che lei e il partner Sam Stein lo avevano nominato in ufficio riguardo all'indagine. Con l'aiuto di Sam riescono a trovare la cimice e riflettono su come possano sfruttarla per trarne vantaggio e capire chi li sta spiando, ovvero William Rawlins. 
Nel frattempo, avendo saputo da Gunner che il colonnello Morty Bennett a Kandahar collaborava nel complotto, Frank e Micro elaborano un piano per fare irruzione nella sua base poiché sono certi che lui conosca la vera identità di Orange; quest'ultimo, con la complicità di Billy Russo e di un suo squadrone paramilitare, prevedono un agguato di Frank e lo attaccano durante il suo intento. Frank è costretto a fuggire senza aver fatto in tempo a farsi dire il nome da Bennett e riesce a neutralizzare tutti i militari senza ucciderli (credendoli innocenti), anche se la missione porta comunque a un buon risultato in quanto Micro riesce ad hackerare il cellulare di Bennett a distanza per tenerlo sotto controllo. 
Dopo quanto accaduto, Bennett si reca da Rawlins e quest'ultimo gli consiglia di farsi da parte per il momento in una "safehouse", in attesa che Billy gli conferisca una nuova identità e lo faccia espatriare; ma dopo che Billy lo conduce sul luogo, su ordine di Rawlins lo uccide.
Frank e Micro seguono il segnale del telefono di Bennett e grazie a quello scoprono la posizione di Rawlins. Quella notte, Frank arriva a casa di Rawlins e cerca di ucciderlo con un fucile di precisione ma non ci riesce poiché i vetri sono antiproiettile. Quindi Frank è costretto a fuggire poiché scattano gli allarmi.

## Acciaio freddo
- Titolo italiano proposto da Disney+: Acciaio a freddo
- Titolo originale: Cold Steel
- Diretto da: Antonio Campos
- Scritto da: Felicia D. Henderson

### Trama
Billy fa visita a una donna tenuta in costante stato di paralisi farmacologica in una casa di cura: quella donna è sua madre, nessuno sa che è viva e vuole fargliela pagare per averlo abbandonato da piccolo presso una casa famiglia, dimostrando ulteriormente l'animo perverso che lui ha. 
Frank e Micro scoprono l'identità di William Rawlins attraverso la ripresa del suo volto fatta con il fucile di precisione, ma subito dopo Frank viene mandato da Micro a controllare la casa di Sara dopo che le telecamere nascoste smettono di funzionare, solo per scoprire che Sara ha staccato la connessione di casa come punizione per il figlio Zach che non sta attraversando un momento felice. Dopo averle ripristinate, Micro osserva la scena in cui Sara si apre molto con Frank e, presa da un momento di debolezza, lo bacia. Tornato al rifugio, Micro e Frank si ubriacano e ci ridono su, dimostrando ancora che il loro rapporto di fiducia e amicizia si sta in realtà consolidando e che Frank non prova nulla per Sara. Micro propone a Frank di andare a raccontare tutto a Dinah Madani partendo da quel video per far incastrare Rawlins: ma Frank, in un primo momento, rifiuta ricordandogli che vuole giustizia privata, e non seguire il corso della legge. Successivamente Sara chiede ancora aiuto a Frank per aiutare il figlio Zach, e facendo da padre surrogato, consola il figlio di Sara che vive un momento di debolezza da quando il padre non c'è più. In quel momento Micro si avvicina a Frank e a Zach tentato dalla voglia di vedere il figlio di persona, ma Frank lo ferma in tempo prima che possa farsi riconoscere, promettendogli di cambiare idea e che considererà l'idea di parlare con Dinah Madani. 
Nel frattempo, Rawlins e Russo decidono di dare la caccia a Frank essendo l'ultimo testimone rimasto vivo di Kandahar. Quindi Billy assolda un gruppetto di mercenari esterni alla Anvil Securities per cercare di intercettare Frank a un possibile appuntamento per procurarsi munizioni illegalmente, inconsapevoli che quella è una falsa pista fatta trapelare da Madani e dalla Homeland Security per catturare chi sta spiando l'agenzia. Così il gruppo cade nella trappola: nella sparatoria gli altri vengono uccisi, mentre Billy uccide Sam Stein mentre fugge. Dinah viene consolata a casa dallo stesso Billy, ignara che lui è l'assassino.

## Fronte verso il nemico
- Titolo originale: Front Toward Enemy
- Diretto da: Marc Jobst
- Scritto da: Angela LaManna

### Trama
Dinah è in grave lutto per la perdita di Sam, ritenendosi colpevole per quanto gli è accaduto. Non vuole andare al funerale, né tornare al lavoro. Mentre Frank e Micro la osservano a distanza nella sua abitazione per scoprire il momento migliore per parlarle in privato, tre bombe esplodono a New York uccidendo 14 persone e ferendone 37.
Lewis Wilson, il ragazzo mentalmente instabile del gruppo di Curtis, è l'autore di questi attentati terroristici. Successivamente il ragazzo spedisce a Karen Page presso il Bulletin una lettera nel quale rivendica anonimamente gli attentati e chiede di diffondere i propri ideali che lo hanno spinto a ciò pubblicandoli sul quotidiano, sperando che la giornalista si schieri dalla sua parte (come ha fatto con The Punisher in passato), ma Karen non lo fa. Anzi, durante un dibattito radiofonico al quale partecipa anche il senatore Ori (un sostenitore del controllo sulla diffusione delle armi), Karen esprime la sua disapprovazione per il gesto compiuto dal terrorista: Lewis interviene telefonicamente alla trasmissione dove pronuncia una citazione in latino: sic semper tyrannis. Frank e Curtis Hoyle, entrambi in ascolto, capiscono quindi che l'attentatore è Lewis. Curtis si reca a casa di O'Connor per cercare Lewis, e dopo aver trovato il corpo dello stesso O'Connor in avanzato stato di decomposizione, si scontra con Lewis in un combattimento: il giovane riesce ad aver la meglio pestando a morte Curtis con la sua stessa protesi alla gamba. Giunto sul posto, Frank trova Curtis svenuto, legato a una sedia e collegato a un'enorme mina antiuomo artigianale. Frank ha poi una conversazione telefonica con Lewis il quale gli comunica di aver chiamato la polizia che sarà ben presto sul posto, ma Frank, raccontando di come indirettamente in passato era stato responsabile della perdita della gamba di Curtis, riesce a far ragionare il ragazzo e a convincerlo a farsi spiegare come disattivare l'ordigno. Frank ci riesce, poi scappa in tempo dalla polizia senza uccidere nessun poliziotto. 
Nel frattempo, Micro incontra segretamente Dinah in un bar (dopo che lei trova di nuovo la forza di andare al funerale di Stein e di uscire di casa) e, dopo averle detto che sta collaborando con Castle, le racconta tutta la storia di Kandahar e le fa il nome di William Rawlins come responsabile di tutto. Proprio in quell'istante apprendono dai notiziari che Frank è stato ripreso in volto da una telecamera di un'auto della polizia mentre era in fuga. Ora l'opinione pubblica sa che Frank è ancora vivo.

## La virtù dei perversi
- Titolo italiano proposto da Disney+: La virtù dei malvagi
- Titolo originale: Virtue of the Vicious
- Diretto da: Jim O'Hanlon
- Scritto da: Ken Kristensen

### Trama
L'episodio ruota attorno agli interrogatori svolti dal detective Brett Mahoney (lo stesso detective che già aveva collaborato con Daredevil nell'indagine su The Punisher) nei confronti di Karen Page, Dinah Madani, Billy Russo e il senatore Ori per determinare la corretta sequenza degli eventi che hanno portato al tentato omicidio del senatore. Ogni interrogato racconta l'accaduto da punti di vista radicalmente differenti, cosicché tramite i flashback di ciascuno la storia viene completata e spiegata.
Sei ore prima dell'accaduto, dopo aver appreso che i mercenari che hanno ucciso Sam erano connessi alla Anvil, Dinah si incontra con Billy nell'hotel dove lui e i suoi uomini forniscono protezione al senatore Ori mentre quest'ultimo sta facendo un'intervista con Karen. Durante l'intervista, Lewis si infiltra nell'hotel (dopo che in precedenza aveva ucciso uno degli uomini di Billy rubandogli l'uniforme della Anvil) e fa irruzione nella stanza del senatore Ori armato di pistola. In quel momento arriva Frank che ingaggia un conflitto a fuoco con Lewis per salvare Karen, ma Lewis riesce ad afferrarla e, indossando una bomba, minaccia Frank di farsi esplodere con Karen se non lo lascia andare.
Frank poi scappa non appena gli uomini della Anvil gli iniziano a sparare a vista e, facendosi strada tra gli uomini della Anvil e gli agenti della polizia, si incontra con Dinah che in un primo momento cerca di fermarlo, ma poi si fida di lui e sceglie di lasciarlo andare, anche se loro si trovano in un momento teso quando arriva anche Billy (che vuole uccidere Frank) il quale lascia intendere chi è in realtà e che ha ucciso lui Sam. Mentre Billy e Dinah si puntano rispettivamente le armi, Frank raggiunge Lewis e Karen nella cucina dell'hotel e, con linguaggio in codice, aiuta Karen a capire come disarmare la bomba. Dopo aver tagliato il cavo giusto, Karen spara al piede di Lewis con una pistola che aveva preso a un agente Anvil: Lewis si chiude dentro la cella frigorifera, ricollega la bomba che indossa e, dopo aver recitato dei versi de "Il giovane soldato inglese" di Rudyard Kipling, la detona, facendosi saltare in aria. 
Karen, agli occhi del detective Mahoney, finge di essere ostaggio di Frank e aiuta a farlo scappare dal tetto dell'hotel dove prima Frank aveva cautelativamente lasciato una funicolare per poter fuggire rapidamente dal palazzo. Alla domanda del detective su dove possa essere ora Frank, Karen risponde di non saperlo.

## Pericolo di contatto

Una scena dell'episodio

- Titolo italiano proposto da Disney+: Pericolo incalzante
- Titolo originale: Danger Close
- Diretto da: Kevin Hooks
- Scritto da: Felicia D. Henderson

### Trama
Dinah, assieme al suo mentore della Homeland Rafi Hernandez, incontra il vice direttore della CIA Marion James (a cui fa capo Rawlins) e rivela alla donna che sanno di come Rawlins sia implicato in Kandahar e che c'entri anche con l'omicidio di Sam Stein a New York, come pure che hanno il video come prova schiacciante. La donna si incontra con Rawlins e riferisce che non vuole che la reputazione della CIA possa essere scalfita da uno scandalo di questa portata, quindi invita Rawlins a far cadere le colpe di tutto su Billy Russo e poi a dimettersi dal suo incarico alla CIA. 
Mentre si preparano per dare la caccia a Rawlins e a Billy, Frank e Micro scoprono che Sara e Zach (moglie e figlio di Micro) sono stati rapiti dagli uomini di Billy: la figlia di Micro, Leo, riesce però a scappare. Così Frank dice a Micro di riunirsi con la figlia in un vecchio parco, di chiedere aiuto a Dinah e di aspettarlo fino a mezzanotte. Questo perché Frank, anticipando il fatto che Billy potesse localizzare il nascondiglio controllando il telefono di Sara con cui gli telefonava, rimane lì e tende un'imboscata allo squadrone d'assalto di Billy, uccidendoli tutti. Con lo squadrone d'assalto eliminato, Frank telefona a Billy definendolo un vigliacco per non essere venuto di persona, mentre quest'ultimo si accorda su un luogo per effettuare uno scambio di persone: vuole Frank e Micro in cambio della libertà di Sara e Zach.

## Casa
- Titolo originale: Home
- Diretto da: Jet Wilkinson
- Scritto da: Dario Scardapane

### Trama
Dinah registra in via ufficiale Frank e Micro mentre raccontano tutto per utilizzare le loro testimonianze contro Rawlins, progettando di darle al vice direttore della CIA Marion James. Poi, d'accordo con la Homeland Security, si recano regolarmente al punto di scambio dove trovano Sara e Zach con delle taniche di benzina legate alla schiena. Mentre avviene lo scambio, giunge sul posto la Homeland Security e parte un fuoco incrociato con gli uomini di Billy (con quest'ultimo che osserva e colpisce dalla distanza): Frank si lascia catturare facilmente dagli uomini di Billy, i familiari di Micro vengono tratti in salvo e la Homeland inscena la morte di Micro fingendo di sparargli alla schiena erroneamente, lasciando solo Frank nelle mani di Billy e Rawlins. 
Mentre Micro si riunisce sano e salvo alla sua famiglia, Billy e Rawlins portano Frank nel nascondiglio per interrogarlo e farsi sbloccare il sistema per cancellare tutte le prove dai computer di Micro. Lì Frank viene torturato quasi fino alla morte, accettando di sbloccare il sistema come faceva Micro: i dati vengono cancellati, ma i rapitori non sanno che da quel momento in poi saranno ripresi e i filmati in diretta verranno registrati da Dinah presso la Homeland. Così Frank resiste alle torture e aspetta che Rawlins confessi tutto scavandosi la fossa da solo: nonostante Frank stia quasi per morire, grazie all'aiuto di Billy Russo riesce a liberarsi e ad aggredire Rawlins, prima lo prende violentemente a pugni, poi lo pugnala ripetutamente ed infine gli cava gli occhi, uccidendolo. In quel momento la Homeland Security fa irruzione sul posto e ferisce Billy durante la sua fuga, prima di preparare Frank, moribondo, a un'evacuazione medica.

## Memento mori
- Titolo originale: Memento mori
- Diretto da: Stephen Surjik
- Scritto da: Steve Lightfoot

### Trama
Mentre la Homeland Security fallisce un tentativo di catturare Russo (che uccide tutti e fa esplodere casa sua), Dinah porta da suo padre medico un Frank in gravissime condizioni e lì viene curato, dopodiché lo lascia libero di andare senza arrestarlo. David (ovvero Micro) dona a Frank una cospicua somma di denaro sottratta dai conti correnti di alcuni criminali tramite hacking per ringraziarlo di tutto. Il giorno dopo Dinah presenta il video di Kandahar al vice direttore della CIA Marion James e mente dicendo che in realtà Frank è riuscito a liberarsi di lei e a fuggire.
Billy entra di soppiatto in casa di Curtis Hoyle e, dopo aver avuto conferma che Curtis sapeva da molto tempo che Frank era sempre stato vivo, viene interrotto dallo stesso Frank che quasi riesce a ucciderlo con un fucile da cecchino. In una situazione di stallo, Frank dà a Billy la possibilità di incontrarsi in un posto per la resa dei conti faccia a faccia e abbandonare la casa di Curtis, ferito alla spalla da un proiettile: Billy sceglie la giostra dei cavalli a Central Park dove è stata uccisa la famiglia di Frank. Quella notte Billy ferisce degli ostaggi e li lega nella giostra per trarne un vantaggio tattico che utilizza per ferire inizialmente Frank durante il loro confronto. Dinah, che è riuscita a dedurre la posizione dei due, giunge in tempo per distrarre Billy proprio quando sta per uccidere Frank, ma nel farlo viene colpita alla testa da un proiettile sparato da Billy. Dopo un rabbioso scontro all'ultimo sangue, Frank ha la meglio su Billy ma, inaspettatamente,  non lo uccide: lo sfigura al viso sbattendolo ripetutamente contro i vetri rotti della giostra, per poi arrendersi alla polizia che giunge sul posto. 
Tre giorni dopo, svegliatosi in ospedale, Frank apprende da Rafi Hernandez e Marion James che la CIA e la Homeland Security hanno rimosso dai database i suoi precedenti crimini come ringraziamento per il servizio reso allo Stato, concedendogli di continuare a vivere nell'anonimato col nome di Pete Castiglione. Frank scopre anche che Dinah è sopravvissuta al colpo di pistola e che Russo è stato operato a seguito del loro combattimento. I medici dicono che potrebbe risvegliarsi normalmente, con la memoria danneggiata o non risvegliarsi mai più. 
Dopo il suo rilascio, Frank riaccompagna a casa David dalla sua famiglia nel giorno del Ringraziamento e poi frequenta il gruppo di supporto di Curtis, aprendosi per la prima volta come mai aveva fatto, ammettendo di avere paura ora che non ha più una guerra da combattere.